# Lepthyphantes laguncula
Lepthyphantes laguncula là một loài nhện trong họ Linyphiidae.
Loài này thuộc chi Lepthyphantes. Lepthyphantes laguncula được J. Denis miêu tả năm 1937.